# Pietari Kurvinen
Pietari Kurvinen, född 18 juli 1842 i Ilomants, död 25 november 1925 i Karkku, var en finländsk missionär och andlig författare.
Kurvinen utexaminerades 1868 från Finska Missionssällskapets missionsskola och sändes samma år till Owamboland, där hans verksamhet i flera avseenden blev banbrytande. Efter återkomsten till Finland 1875 arbetade han som resetalare och predikant bland annat för Finska Missionssällskapet, Åbo sjömansmission och Lutherska evangeliföreningen.
Kurvinen publicerade omkring 60 religiösa uppbyggelseskrifter och ett tjugotal större arbeten, bland annat en biografi över sin meningsfrände och vän, den evangeliske väckelseledaren Fredrik Gabriel Hedberg (1896), och memoarverket Elämäni varrelta (1913).